# Artūrs Kulda
Artūrs Kulda, född 25 juli 1988, är en lettisk professionell ishockeyspelare som spelar för ryska Salavat Julajev Ufa i KHL. Han har tidigare representerat Atlanta Thrashers och i Winnipeg Jets NHL.
Kulda draftades i sjunde rundan i 2007 års draft av Atlanta Thrashers som 200:e spelare totalt.